# رابعة (شمال سيناء)
رابعة إحدى قرى مركز بئر العبد التابع لمحافظة شمال سيناء بجمهورية مصر العربية.